# Philodromus afroglaucinus
Philodromus afroglaucinus este o specie de păianjeni din genul Philodromus, familia Philodromidae, descrisă de Muster și Robert Bosmans în anul 2007.
Este endemică în Algeria. Conform Catalogue of Life specia Philodromus afroglaucinus nu are subspecii cunoscute.